# Calopteryx samarcandica
Calopteryx samarcandica là loài chuồn chuồn trong họ Calopterygidae. Loài này được Bartenev mô tả khoa học đầu tiên năm 1912.

## Hình ảnh

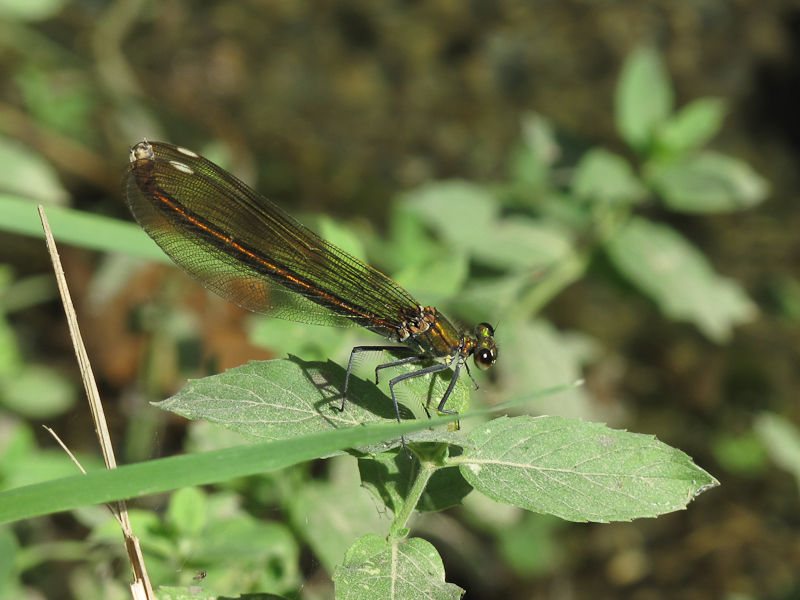